# Westhausen (Gotha)
Westhausen è una frazione del comune tedesco di Nessetal, nel Land della Turingia.

## Storia
Il 1º gennaio 2019 il comune di Westhausen venne fuso con i comuni di Ballstädt, Brüheim, Bufleben, Friedrichswerth, Goldbach, Haina, Hochheim, Remstädt, Wangenheim e Warza, formando il nuovo comune di Nessetal.